# Dereivka
Dereivka (ukrainien Деріївка) est un village et un site préhistorique de l’oblast de Kirovohrad, en Ukraine, situé sur la rive droite du Dniepr. Ses vestiges, qui remontent à 4500 - 3500 av. J.-C., sont généralement associés à la culture de Sredny Stog.

## Domestication du cheval
Le site de Dereivka doit sa notoriété aux premières traces de domestication du cheval qu'on pensait y avoir trouvées, en raison du grand nombre d'ossements de chevaux mis au jour sur le site, et parce qu'un cheval enterré avec son harnachement de tête était considéré comme la preuve de l'existence de cavaliers à une époque précoce. Mais en 1997, des datations par le carbone 14 ont montré que la tombe de cheval ne datait que de 700 à 200 av. J.-C..

## Datation
La datation des vestiges de poteries situe la phase néolithique du site aux alentours de 4000 av. J.-C.. 

## Habitat
Les traces de palissades autour des maisons donnent lieu à diverses interprétations.

## Sépultures
Il y a deux cimetières préhistoriques : l'un (le plus ancien) remontant à la culture du Dniepr moyen et l'autre associé à la culture de Sredny Stog. 

## Analyse
Dans le tableau d'ensemble de la culture de Sredny Stog, les vestiges de Dereivka renvoient, selon l’hypothèse kourgane de Marija Gimbutas, à une ancienne culture indo-européenne, et même peut-être proto-indo-européenne, bien que la culture de Sredny Stog soit elle-même, du point de vue des rites funèbres, antérieure aux kourganes.